# Physoceras boryanum
Physoceras boryanum là một loài thực vật có hoa trong họ Lan. Loài này được (A.Rich.) Bosser miêu tả khoa học đầu tiên năm 1980.